# Pro tempore
Pro tempore ([proʊ ˈtɛmpəri] або скорочено pro tem or p.t.) — латинський вираз що означає "тимчасовий"   Ця фраза часто використовується для опису особи, яка тимчасово діє замість обраної чи призначеної посадової особи. У разі, якщо чиновник, наприклад мер, буде відсутнім або недоступним з будь-якої причини pro tempore мером стає інший чиновник. Тимчасовий президент Сенату Сполучених Штатів був обраний Сенатом з його початку 1789 р. В академічному користуванні професор pro tempore, як правило, є тимчасовою посадою. У юриспруденції pro tempore часто є адвокатом, якого тимчасово призначив суддя.  Вираз також зустрічається як фраза у багатьох видах документів, що просто означає "поки що".